# Ultrafiltro
En el campo matemático de la teoría de conjuntos, un ultrafiltro de un conjunto X es una colección de subconjuntos de X, tal que, es un filtro y no puede agrandarse (como filtro).

## Definición formal
Dado un conjunto X, un ultrafiltro de X es una colección U formada por subconjuntos de X tal que:
1. El conjunto vacío no es un elemento de U
2. Si A y B son subconjuntos de X, A es subconjunto de B, y A es un elemento de U, entonces también B es un elemento de U
3. Si A y B son elementos de U, entonces también lo es la intersección de A y B
4. Si A es un subconjunto de X, entonces ya sea A o X \ A tiene que pertenecer a U. (Nota: los axiomas 1 y 3 implican que A y X \ A no pueden ser ambos elementos de U)